# Catamacta
Catamacta is een geslacht van vlinders van de familie bladrollers (Tortricidae), uit de onderfamilie Tortricinae.

## Soorten
- C. calligypsa Meyrick, 1926
- C. consentiens (Philpott, 1916)
- C. chrysomela Meyrick, 1914
- C. gavisana Walker, 1863
- C. imbriculata Meyrick, 1938
- C. lotinana (Meyrick, 1882)
- C. manticopa Meyrick, 1934
- C. provocata Meyrick, 1912
- C. rureana (Felder, 1877)
- C. scrutatrix Meyrick, 1912
- C. transfixa Meyrick, 1924